# Clan Inaba

Lo stemma (mon) del clan Inaba

Il clan Inaba (稻葉氏?, Inaba-shi) fu un clan di samurai del periodo Sengoku ed Edo. Durante lo shogunato Tokugawa, gli Inaba, quali vassalli ereditari del clan Tokugawa furono classificati tra i Fudai daimyō.

## Storia
Il clan Inaba nacque nel XVI secolo nella provincia di Mino, e dichiaravano di discendere da Kōno Michitaka (morto 1374), che a sua volta dichiarava di discendere dall'imperatore Kammu (736–805).

### Ramo principale
Il ramo principale del clan degli Inaba discendono da Inaba Sadamichi (1551–1606),, figlio di Inaba Yoshimichi. Yoshimichi faceva parte del cosiddetto Triumvirato di Mino il quale si unì a Oda Nobunaga nel 1567. A Sadamichi fu affidato nel 1585 il dominio di Hachiman (40.000 koku) nella provincia di Mino. Nel 1600, assieme ai suoi eredi, fu trasferito nel dominio di Usuki (56.000 koku) nella provincia di Bungo dove i suoi discendenti rimasero fino al rinnovamento Meiji. 
Vennero nominati visconti (shishaku) con il nuovo ordinamento kazoku.

### Lina cadetta
- Un ramo cadetto discende da Inaba Masanari (1571–1628) il quale sposò una figlia di Ikeda Shigemichi, figlio di Yoshimichi, e ne prese il cognome. Combatté prima al fianco di Oda Nobunaga e poi di Toyotomi Hideyoshi.[4]  Questo ramo del clan fu creato nel 1588.[3] Nel 1619, con la creazione dello shogunato Tokugawa, Masanari dovette divorziare da sua moglie Lady Kasuga, poiché era stata scelta per essere balia del futuro shōgun Tokugawa Iemitsu. Al clan fu affidato inizialmente il dominio di Itoigawa (25.000 koku) nella provincia di Echigo come ricompensa; poi, nel 1627, furono trasferiti nel dominio di Mōka (65.000 koku) a Shimotsuke. I discendenti rimasero successivamente nel dominio di Odawara (105.000 koku) nella provincia di Sagami dal 1632 al 1685, nel dominio di Takata (Echigo) dal 1685 al 1701, nel dominio di Sakura (Shimōsa) dal 1701 al 1723.[4] Gli eredi di Inaba Masanari rimasero infine nel dominio di Yodo (Yamashiro) dal 1723 al 1688.[3] Furono nominati visconti nel periodo Meiji.[4]

- Un altro ramo cadetto del clan Inaba fu creato nel 1781.[3] Dal 1785 al 1868 vissero nel dominio di Tateyama  (10.000 koku) nella provincia di Awa. Anch'essi vennero nominati visconti nel periodo Meiji.[4]

## Tempio del clan
Il tempio buddista di Tōzen-ji è considerato tempio di famiglia di numerosi clan incluso il ramo principale degli Inaba.

## Membri importanti del clan
- Inaba Yoshimichi (1515–1589)
- Inaba Sadamichi (1546–1603)
- Inaba Masanari (1571–1628)
- Inaba Masayasu (1640–1684), Wakadoshiyori e assassino del Tairō Hotta Masatoshi
- Inaba Masamichi (1623–1696), settimo Kyoto shoshidai.[1]
- Inaba Masanobu (1749–1806), trentaquattresimo Kyoto shoshidai.[1]
- Inaba Masami (1815–1879), Wakadoshiyori, Rōjū
- Inaba Masakuni (1834–1898), cinquantacinquesimo Kyoto shoshidai.[1]